# Refugi de Besali
Il refugi de Besali è un rifugio alpino che si trova nella parrocchia di Ordino a 2.150 m d'altezza.